# Imergue
Die Imergue ist ein kleiner Fluss in Frankreich, der im Département Vaucluse in der Region Provence-Alpes-Côte d’Azur verläuft. Sie entspringt im südwestlichen Gemeindegebiet von Saint-Saturnin-lès-Apt, entwässert generell Richtung Südwest durch den Regionalen Naturpark Luberon und mündet nach rund 17 Kilometern im Gemeindegebiet von Goult als rechter Nebenfluss in den Coulon.

## Orte am Fluss
(Reihenfolge in Fließrichtung)
- Les Cliers, Gemeinde Saint-Saturnin-lès-Apt
- La Tuilière, Gemeinde Saint-Saturnin-lès-Apt
- Les Yves, Gemeinde Roussillon
- Saint-Andrieu, Gemeinde Roussillon
- Les Dauphins, Gemeinde Roussillon
- Les Marres, Gemeinde Gordes
- Le Touron, Gemeinde Goult
- Lumières, Gemeinde Goult